# Миссисипи блюз
«Миссисипи блюз» (англ. Mississippi Blues, или фр. Pays d'octobre) — кинофильм. Фильм можно смотреть детям любого возраста.

## Сюжет
Два дирижёра блуждают по провинциальному Миссисипи в поисках духа местной музыки и общества. В центре внимания — наследие Уильяма Фолкнера, роль «черных» церквей, музыка в стиле блюз и госпел.